# Homer de Fromentel
Homer de Fromentel, född 19 december 2017, är en fransk varmblodig travhäst som tränas av sin ägare Damien Lecroq och rids av Christopher Corbineau.
Han började tävla 2020 och inledde karriären med en galopp för att sedan ta sin första seger i elfte starten. Han har hittills under sin karriär sprungit in 402 300 euro på 45 starter varav 12 segrar, 6 andraplatser och 3 tredjeplatser. Karriärens hittills största segrar har kommit i Prix Jules Lemonnier (2023).
Han har även segrat i Prix de Londres (2023) och har även kommit på andraplats i Prix Djérid (2024) samt på tredjeplats i Prix de Bagnolet (2022).

## Statistik
| Statistik för Homer de Fromentel (Ref.) | Statistik för Homer de Fromentel (Ref.) | Statistik för Homer de Fromentel (Ref.) | Statistik för Homer de Fromentel (Ref.) | Statistik för Homer de Fromentel (Ref.) | Statistik för Homer de Fromentel (Ref.) |
| --------------------------------------- | --------------------------------------- | --------------------------------------- | --------------------------------------- | --------------------------------------- | --------------------------------------- |
| Starter                                 | Placeringar                             | Startprissumma                          | Segerprocent                            | Platsprocent                            | Rekord                                  |
| 45                                      | 12-6-3                                  | 402 300 euro                            | 27 %                                    | 47 %                                    | 1.10,8ak,                               |

### Större segrar
| År   | Lopp                 | Kusk                  | Vinstbelopp | Grupp   |
| ---- | -------------------- | --------------------- | ----------- | ------- |
| 2023 | Prix de Londres      | Christopher Corbineau | 54 000 EUR  | Grupp 2 |
| 2023 | Prix Jules Lemonnier | Christopher Corbineau | 54 000 EUR  | Grupp 2 |